# Bimillenia plagiolepicola
Bimillenia plagiolepicola är en insektsart som först beskrevs av Alfred Serge Balachowsky 1930.  Bimillenia plagiolepicola ingår i släktet Bimillenia och familjen ullsköldlöss.
Artens utbredningsområde är Algeriet. Inga underarter finns listade i Catalogue of Life.